# Atbaszy (kotlina)
Atbaszy, Kotlina Atbaszyńska (kirg.: Атбашы өрөөнү, Atbaszy öröönü; ros.: Атбашинская котловина, Atbaszynskaja kotłowina) – kotlina śródgórska w Kirgistanie, w południowej części Tienszanu Wewnętrznego, na południe od Narynu. Odwadniana przez rzekę Atbaszy. Leży na wysokości 2000–2400 m n.p.m. Rozciąga się na długości ok. 120 km i szerokości do 20 km. Zbudowana z neogenicznych i czwartorzędowych skał osadowych. Dominuje krajobraz półpustynny i stepowy.